# Mallos (formation rocheuse)
Pour les articles homonymes, voir Mallos.

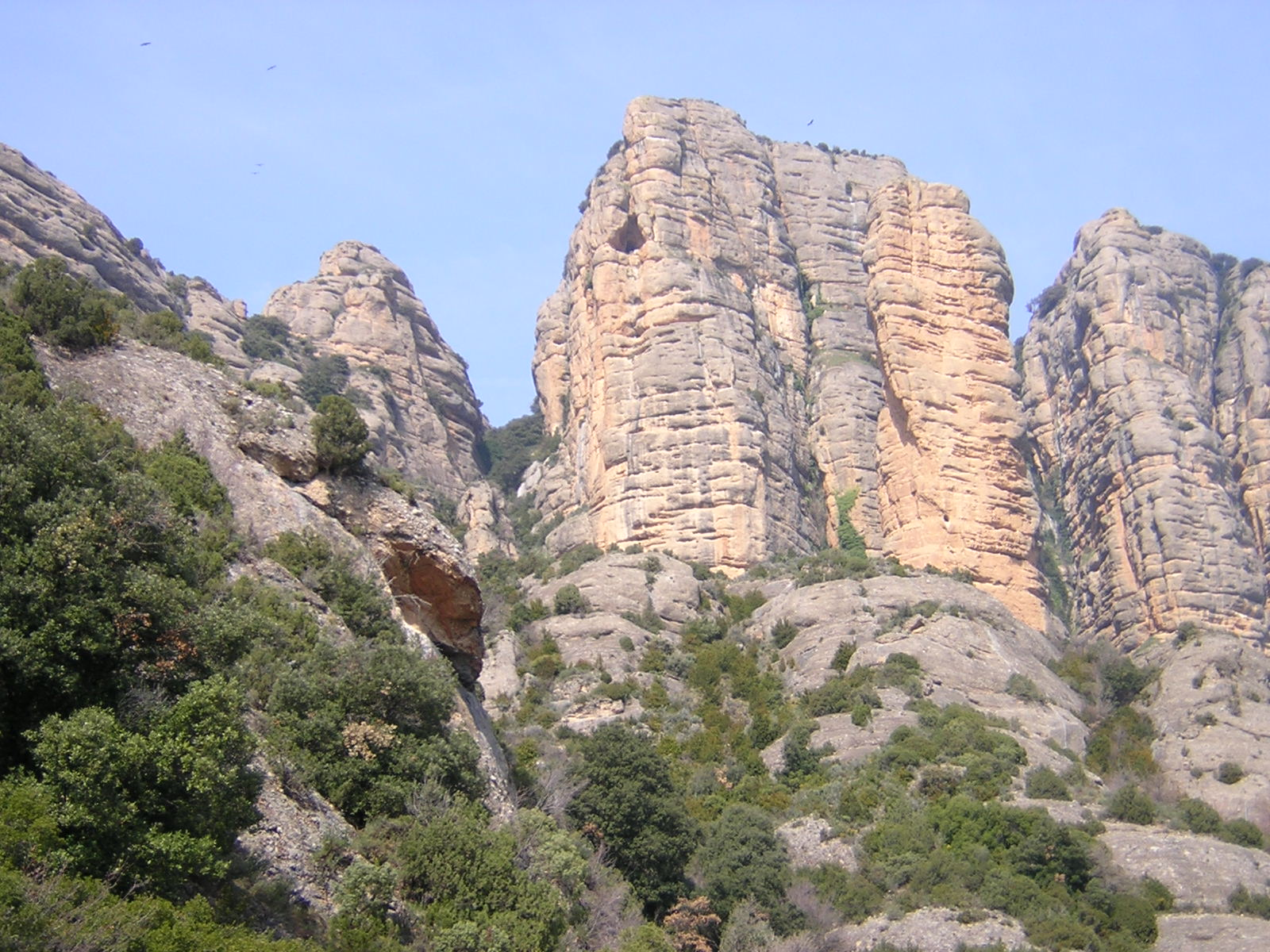
Mallos de San Jorge

Les Mallos sont des formations rocheuses dans les Pyrénées espagnoles.
- Mallos de Gratal, Gratal
- Mallos de Riglos,
- Mallos de Roldán, Salto de Roldán
- Mallos de Vadiello, Vadiello
- Mallos de Agüero, Agüero
- Mallos de San Jorge, Sierra de Guara

Les Pénitents provençaux sont comparables aux mallos espagnols. 